# Lancia Kappa (1919)
Lancia Kappa es un automóvil de turismo fabricado por la marca italiana Lancia entre 1919 y 1922.
El Kappa sería el primer nuevo modelo lanzado por Lancia después de la Primera Guerra Mundial. Cuenta con un motor 4 cilindros derivado claramente del Theta, pero mejorado en potencia, la cual era de gran alcance para la época (70 HP) y una velocidad máxima de 120 km/h. Este modelo supuso un gran avance tecnológico para la marca, presentando al menos tres innovaciones dignas de mención: el motor con culata separada, la palanca de cambios situada en el centro (entre los dos asientos delanteros) y el abandono de las ruedas de madera, estando disponibles de serie las llantas de disco de acero.
Aún con el lanzamiento del Kappa, el año 1919 no representó un buen periodo para Lancia, disminuyendo la producción en más de un 20% con respecto al año anterior, con pérdidas de casi 1 millón y medio de Liras. Sin embargo el Kappa tendría ventas en constante aumento superando en 1920 las mil unidades. Este modelo se dejó de fabricar en 1922 y se fabricaron en total 1822 ejemplares.